# أحمد عمر الزيلعي
أحمد بن عمر بن محمد آل عقيل الزيلعي (1942م - ) مؤرخ سعودي، وعضو في مجلس الشورى السعودي منذ 3 ربيع الأول، 1438هـ، وهو الأمين العام لجمعية التاريخ والآثار التاريخية. ولد في الحبيل، بمحافظة القنفذة، التابعة لمنطقة مكة المكرمة عام 1362هـ. في 2018م، حاز الزيعلي على جائزة التمييز البرلماني العربي.

## النشأة والتعليمية
درس المرحلة الابتدائية في المدرسة العزيزية بالقوز، ودرس بعدئذٍ في معهد المعلمين الابتدائي بالقنفذة. واصل دراسته في المرحلة المتوسطة وفي جامعة الملك سعود بالانتساب عام 1394هـ. حيث حاز هناك على شهادة الماجستير في التاريخ عام 1398هـ. نال أحمد الزيلعي على درجة الدكتوراه في التاريخ الإسلامي والآثار والنقوش الإسلامية من جامعة درهام بإنجلترا عام 1404هـ، وحاز درجة الأستاذية بتميز سنة 1413هـ.

## الحياة المهنية
عمل أحمد الزيلعي في هيئة تدريس بقسم التاريخ في جامعة الملك سعود، ثم انتقل إلى قسم الآثار في الجامعة نفسها. وسبق له العمل مديراً لمركز البحوث بكلية الآداب 1406-1409هـ. كما عمل مستشاراً غير متفرغ في عدد من الوزارات والمصالح الحكومية.

## الجوائز والتكريمات
- منح مجلس الاتحاد العام للآثاريين العرب الدكتور أحمد بن عمر الزيلعي جائزة الاتحاد العام للآثاريين العرب التقديرية لعام 2019 تقديراً لجهوده البحثية في مجال التراث الإسلامي. كُرِّمَ الدكتور الزيلعي ضمن فعاليات المؤتمر الدولي الثاني والعشرين للاتحاد والذي أقيم بالقاهرة.[7]
- حاصل على وسام الملك سلمان من الدرجة الثالثة عام 2019.[8]

## المؤلفات
- مكة وعلاقاتها الخارجية (301 - 487 هـ).[6]
- الأوضاع السياسية والعلاقات الخارجية لمنطقة جازان (المخلاف السليماني) في العصور الإسلامية الوسطية.[6]
- الخُلـُف والخَليْف آثارهما ونقوشهما الإسلامية.[6]
- شواهد القبور في دار الآثار الإسلامية بالكويت.
- نقوش إسلامية شاهدية من حَمْدانَةَ بوادي عُلْيَب.
- البرقية في حياة الملك عبد العزيز جوانب انسانية واجتماعية. صدر عام 2012.[9]

## وصلات خارجية
- صفحة أحمد بن عمر بن محمد آل عقيل الزيلعي على موقع مجلس الشورى السعودي الرسمي.
- الزيعلي على تويتر.
- مداخلة د. أحمد عمر الزيلعي عضو مجلس الشوري السعودي الحاصل على جائزة التمييز البرلماني العربي 2018. على اليوتيوب.